# Těmnik
Těmnik (rusky Темник) je řeka v Burjatské republice v Rusku. Je 314 km dlouhá. Povodí má rozlohu 5480 km².

## Průběh toku
Protéká v široké mezihorské dolině mezi horskými hřbety Chamar-Daban a Malý Chamar-Daban. Na dolním toku je spojen rameny s Husím jezerem. Ústí zleva do Selengy (povodí Jeniseje).

## Vodní stav
Zdrojem vody jsou převážně dešťové srážky. Průměrný průtok vody ve vzdálenosti 59 km od ústí činí 29 m³/s. Zamrzá v říjnu až v listopadu a rozmrzá na konci dubna až v květnu. Od května do září dochází k povodním.